# Pietro Tonassi
Pietro Tonassi (Venècia, 14 de setembre, 1801 - idem. 4 de novembre, 1877) fou un violinista, violoncel·lista, director d'orquestra i compositor italià.
Sembla ser el fill de Pietro Tonassi (a ell se'l coneixia per Regli Tonassi) l'avís del qual s'insereix en el volum núm.. VIII de la Biographie Universelle des Musiciens. No s'ha pogut descobrir informació més directa i més recent sobre aquest artista que la que figura al Diccionari Biografico de Francesco Regli, no crec que puc fer millor que traduir-la i reproduir-la aquí. Pietro Tonassi dit Regli, va aprendre el bàsic de tocar el violí del seu pare i més tard va rebre un any de lliçons del professor Camera, pel mateix instrument i res més. De 1828 a 1832 Tonassi fou el primer violí i director d'orquestra al gran Teatre La Fenice de Venècia i després primer violoncel del mateix teatre; a la mateixa època va estar durant sis anys director de música de la marina imperial i reial; El 1841 anà a Milà, a l'editor Ricordi en qualitat de compositor, redactor i corrector, i hi va romandre uns quatre anys.
Aleshores retornà a Venècia on encara es troba el 1860. En no tenir en compte un gran nombre de fantasies pot-pourri, reduccions per a tots els instruments. Deixeble d'Anselmo Marsand, estrenà en la seva vila natal l'òpera Il Castello di Woodstock, figurant entre les demés obres; un Rèquiem a tres veus, acompanyament alts, violins i contrabaix, 4 trompetes, 4 cors i 3 trombons; una Missa, a 4 veus i gran orquestra; una altra Missa a tres veus; tres Misses a 3 veus i orgue obligat; Miserere, a 2 veus, tenor i contrabaix, acompanyat de piano i violí obligat, diversos oratoris; Le 5 Mai, cantata per gran orquestra, baríton i cor; set grans obertures per a gran orquestra, arietes de cambra i nombroses fantasies
Aquest famós virtuós i compositor també ha ambientat música per a Nadal, Passió, Resurrecció, els himnes sagrats de Manzoni, a 4 veus i gran orquestra, una grandiosa simfonia a l'estil clàssic per a gran orquestra i una altra òpera titulada Una Costanza rara que mai s'arribà a estrenar.